# Arete di Cirene
Arete di Cirene (in greco antico: Ἀρήτη?, Aréte; Cirene, IV secolo a.C. – Cirene, ...) è stata una filosofa greca antica.

## Biografia
Arete era la figlia di Aristippo, amico e studente di Socrate, e madre di Aristippo il Giovane. Studiò come allieva di Platone alla scuola filosofica di Cirene, fondata dal padre; dopo aver insegnato per trentacinque anni in Attica, gli succedette  nella direzione della scuola, dedita all'edonismo.
Si occupò di filosofia morale; scrisse quaranta libri (andati persi) e venne considerata la pupilla di centodieci filosofi. Sul suo epitaffio venne inciso che fu lo splendore della Grecia e che possedeva la bellezza di Elena, la virtù di Penelope, la penna di Aristippo, l'anima di Socrate e la lingua di Omero.